# راي شاندلير
راي شاندلير (بالإنجليزية: Ray Chandler)‏ هو مدرب رياضي أمريكي، ولد في 1944 في توباكوفيل في الولايات المتحدة، وتوفي في 23 سبتمبر 2010 في كاليفورنيا في الولايات المتحدة.